# Elektra (Schiff, 2017)
Die Elektra ist ein elektrisch angetriebenes Fährschiff der finnischen Reederei Finferries. Das Schiff wurde im Juni 2017 in Dienst gestellt.

## Geschichte
Die Elektra wurde unter der Baunummer 310 auf der polnischen Crist-Werft gefertigt. Der Bauvertrag wurde am 28. Oktober 2015 geschlossen. Die Kiellegung fand am 28. Juni 2016, der Stapellauf am 17. Februar 2017 statt. Die Fertigstellung der Fähre erfolgte am 15. Juni 2017.
Die Elektra wurde am 29. Mai 2017 getauft. Sie verkehrt seit Juni im 15-Minuten-Takt auf der rund 1,6 km langen Verbindung zwischen Parainen und Nauvo.

## Technische Beschreibung
Die weitgehend elektrisch betriebene Fähre ist ein Hybridschiff, da es den elektrischen Strom als Antriebsenergie von zwei Lithium-Ionen-Akkumulatoren mit einer Kapazität von je 530 kWh oder alternativ von zwei Generatoren antreibenden Dieselmotoren erhält. Die Akkus werden normalerweise während des Be- und Entladens in rund fünf Minuten aufgeladen. Die Dieselgeneratoren werden nur unter Eisbedingungen oder im Falle eines Ausfalles der Akkus eingesetzt. Die elektrische Antriebsanlage der Fähre wurde von Siemens geliefert und installiert. Die Antriebsleistung von 2 × 900 kW wird mit einer Betriebsspannung von 690 V bereitgestellt. Zur internen Stromversorgung wurden drei Dieselgeneratoren mit je 420 kWe eingebaut, außerdem wurden auf dem Oberdeck Solarzellen installiert.
Die Fähre kann auf fünf Fahrspuren rund 90 Pkw befördern. Die Zahl der Passagiere und Besatzung beträgt 375 Personen.